# Olga Averino
Olga Averino   (Moscou, 15 de novembre de 1895 - Cambridge, 17 de gener de 1989) va ser una soprano i professora de veu nascuda a Rússia. Emigrada blanca als Estats Units arran de la Guerra Civil russa, va ser destacada a la vida musical de Boston durant més de 60 anys, primer com a cantant i més tard com a professora de veu distingida.

## Biografia
Olga Averino va néixer a una família de músics a Moscou el 1895. El seu pare, Nicholas Averino, era violista i director del conservatori de música de Rostov, i va estudiar violí amb Avet Ter-Gabrielian. La seva mare, Olga Laroche, era pianista, filla del musicòleg rus Herman Laroche i fillola del compositor Piotr Ilitx Txaikovski. Averino, també era filla del germà del compositor Modest Ilitx Txaikovski. Es va formar en piano i veu al Conservatori de Moscou i es va casar amb el violinista Paul Fedorovski.
El 1918, la revolució bolxevic i la guerra civil consegüent van portar a la jove parella a fugir de Rússia amb la seva filla. Van viatjar a través de Sibèria fins a Vladivostok i baixar a Manxúria. Després de viure diversos anys a Pequín, finalment es van dirigir als Estats Units, establint-se a Boston el 1924 on Fedorovski esdevingué violinista de l'Orquestra Simfònica de Boston; Averino va aparèixer amb freqüència com a soprano solista.
Va ser solista habitual de la Boston Symphony durant l'era Koussvitzky. Entre les nombroses obres en què hi va actuar, hi havia la 9a simfonia de Beethoven, la Missa en si menor de Bach, Sheherazade de Ravel, el martiri de Sant Sebastià de Debussy i l'estrena americana de Lied der Lulu d'Alban Berg. Durant la seva llarga carrera com a intèrpret va cantar en lieder, oratori i òpera i va treballar amb molts compositors destacats del segle XX com Ravel, Schönberg, Stravinski, Serguei Rakhmàninov i Glazunov.
Va ser una destacada solista i se li atribueix l'èxit de les Madecasses Chansons de Ravel als Estats Units. També va fer una gira pels Estats Units en una sèrie de recitals conjunts amb el violoncel·lista Gregor Piatigorsky, on el seu acompanyant va ser Alexander Siloti, l'últim deixeble de Franz Liszt.
Olga Averino va ensenyar veu a la Longy School of Music, Middlebury College, Wellesley College i The New School of Music. També va donar un cicle de conferències a la Universitat Harvard. No obstant això, està més estretament relacionada amb la Longy School, on va ser la cap del departament de veu des de 1938 fins a 1976, tornant ocasionalment per a classes magistrals després de la seva jubilació, l'última de les quals va donar el 1987. També va ser a la Longy School on va fer el seu darrer recital públic, als 74 anys.

Entre els seus nombrosos alumnes, potser el més destacat va ser la soprano nord-americana Phyllis Curtin, que va estudiar veu amb Averino al Wellesley College durant la dècada de 1940. Curtin va dir del seu professor:
| « | Impacient de la música descuidada, exigint compromís emocional, em va donar una visió de l'art de cantar que em va portar la resta de la meva vida. En les poques ocasions en què cantava, vaig aprendre què és una gran artista cantant. | » |

El seu carismàtic estil d'ensenyament també va ser recordat pel compositor i crític, Greg Sandow, que va estudiar amb ella a la Longy School:
| « | [Ella] reunia els seus alumnes per a una classe. Algú cantava i, amb el seu accent rus, l'Olga normalment preguntava: "Quina emoció sent la persona de la cançó?" "La persona de la cançó està enfadada", responia l'estudiant. —Però quina ràbia? L'Olga exigiria, i després cantaria l'obertura de la cançó sis vegades, en sis matisos d'ira precisament diferenciats, tan diferents com sis persones diferents. | » |

La filla d'Olga Averino i Paul Fedorovsky Irina Lasoff (1918 – 2006) es va convertir en una coreògrafa i professora destacada.
Després de la mort del seu marit el 1958, Averino es va traslladar de casa seva a Back Bay de Boston a un apartament a Cambridge on va continuar ensenyant a alumnes privats fins uns dies abans de la seva mort. Olga Averino va morir mentre dormia a Cambridge als 93 anys.

## Enregistraments
- Música de cambra sud-americana (la soprano Olga Averino, el violinista Alfredo St Malo, el violoncel·lista Fritz Magg, el pianista i arranjador Nicolas Slonimsky) Columbia Records, 1941.
- French Songs (soprano Olga Averino), Victor Records, 1940.

## Llibre
Olga Averino, Principis i art de cantar, Novis, 1989ISBN 87-89389-01-8

Averino va escriure Principles and Art of Singing a finals de la dècada de 1970 i va continuar revisant-lo fins al 1987, fent circular còpies mimeografiades entre els seus estudiants i amics. El llibre, editat per la seva filla, Irina Lasoff, es va publicar finalment pòstumament a finals de 1989. Les últimes paraules del llibre són un resum de la seva filosofia d'ensenyament:
| « | Cantar és una expressió de la vida, i si no tens temps per a la teva vida, com pots cantar? La qualitat sempre necessita temps, no només en la música sinó també en la vida mateixa. | » |